# Shira Tarrant
Shira Tarrant, née en 17 avril 1963 dans l'Ohio, est une écrivaine américaine. Elle s’intéresse principalement à la notion de genre, le féminisme, la sexualité, la culture pop et la masculinité. 

## Biographie
Shira Tarrant grandit à Cleveland dans l’Ohio, où elle fréquente la Olney Friends School. En 2001, elle obtient un doctorat en science politique de l'université de Californie à Los Angeles. Le sujet de la thèse s’intitule « Affronter les liens de l'idéologie : théories sociales et politiques féministe, 1945-1965 »,. En 2006, elle devient professeure adjointe en Women's studies au Goucher College à Towson, dans le Maryland.
Shira Tarrant est professeure au département d'études sur les femmes, le genre et la sexualité de l'université d'État de Californie à Long Beach.

## Publications et thématiques principales
En 2006, Shira Tarrant est l'autrice de son premier ouvrage When Sex Became Gender, édité aux éditions Routledge. En 2008, elle est la rédactrice en chef de l'anthologie Men Speak Out: Views on Gender, Sex and Power. Ses principaux ouvrages incluent également Men and Feminism, Fashion Talks: Undressing the Power of Style et New Views on Pornography.

### Men and Feminism (2009)
Dans Men and Feminism, le premier chapitre intitulé « This Is What A Feminist Looks » introduit les questions du féminisme moderne, son inclusivité croissante et la manière dont les hommes bénéficient personnellement de ces changements. Le chapitre préfigure le livre en définissant le féminisme comme « un mouvement pour mettre fin à toutes les formes d'oppression, y compris l'oppression fondée sur le genre » et explique les principes fondamentaux d’un engagement qui implique la nécessité d'affronter la pensée patriarcale, raciste et binaire. Tout en soulignant comment le féminisme s'applique aux hommes au sein d’un système de patriarcat qui restreint aussi les rôles des hommes, l’autrice montre comment, en acceptant et en travaillant dans le cadre du féminisme, les hommes peuvent utiliser leur propre privilège de genre pour améliorer la vie des opprimés du système sociétal actuel,.
Le chapitre présente également des aspects clés du féminisme tels que l'importance de comprendre l'intersectionnalité et de réfuter l'essentialisme, en établissant efficacement les règles de base requises pour apprendre à penser de manière critique sur toutes les formes d'oppression et les perspectives nécessaires pour les atténuer.
Les écrits de Shira Tarrant ont été publiés dans Bitch magazine, Bust, Ms. magazine, Women's Studies Quarterly, The Huffington Post et dans d'autres médias grand public et universitaires,,.

## Autres publications et essais
- The Hurt Locker Blows Up More Than Bombs, The Huffington Post, 2 mars 2010
- What's 'The Scoop' About Groping?, Ms., 12 mars 2010
- Judge Orders Rape Survivors to Take Lie-Detection Test, Ms., 19 mars 2010
- Getting Down About Hooking Up, Ms., 24 mars 2010
- Porn: Pleasure or Profit? Ms. Interviews Gail Dines, Part III, Ms., 6 août 2010
- Pornography 101: Why College Kids Need Porn Literacy Training, AlterNet, 15 septembre 2010
- The Silence Around a Fraternity Sexual Assault Case, Jezebel, 9 décembre 2010
- Why Are Conservatives Obsessed With the Sex Lives of College Kids?, AlterNet, 17 avril 2011
- It’s a Dress, Not a Yes, Ms. Magazine Blog, 4 novembre 2011
- Women, Sex and S&M: Mainstream Media Totally Wrong About Female Desire — Again, AlterNet, 16 avril 2012
- Who's Accountable for the Abuse at Abu Ghraib?, Off Our Backs, septembre–octobre 2004
- When Sex Became Gender: Mirra Komarovsky's Feminism of the Fifties, Women's Studies Quarterly Vol. 33 nos. 3 & 4, 2005
- The Little FemBlog That Wasn't, Barnard College Scholar & Feminist Online, Vol. 5 no. 2, Printemps 2007
- Men Speak Out on Gender, Sex and Power, Voice Male, Printemps 2007
- The Great Cover-Up: Can High Necklines Cure Low Morals?, Bitch Magazine: Feminist Response to Popular Culture, Hiver 2008
- Guy Trouble, Bitch Magazine: Feminist Response to Popular Culture, Printemps 2009
- Hip to Strip? Or Is it Time for Men to Stop Watching?, The Huffington Post, 8 mai 2009
- Sonia Sotomayor: The Answer Rhymes With 'Fender', The Huffington Post, 29 mai 2009
- California College: Up In Smoke?, The Huffington Post, 19 juin 2009